# Trichogramma silvestre
Trichogramma silvestre är en stekelart som beskrevs av Sorokina 1984. Trichogramma silvestre ingår i släktet Trichogramma och familjen hårstrimsteklar. Inga underarter finns listade i Catalogue of Life.